# Philippe Gerber
Philippe Gerber, né le 22 juillet 1882 et mort le 18 juillet 1968, est un homme politique français.

## Biographie
Docteur en droit, maître de conférences à la faculté catholique de Lille dans les années 1900, Philippe Gerber est avocat au barreau d'Arras à partir de 1906. C'est un catholique social, fondateur avant 1914 de l'Union sociale artésienne. Ancien combattant de la Grande Guerre, il est chevalier de la Légion d'honneur à titre militaire et titulaire de la croix de guerre 1914-1918. Il adhère au Parti démocrate populaire, fonde sa section d'Arras en 1924, préside sa fédération du Pas-de-Calais et siège à sa commission exécutive. Il est élu conseiller municipal d'Arras en 1937.  Il est administrateur du Courrier du Pas-de-Calais jusqu'à sa démission en septembre 1941. C'est qu'il a épousé en 1908 une sœur de l'abbé Laroche, dont la famille a possédé ce quotidien catholique, et lui-même administrateur du journal. 
A la Libération, il est membre du Comité local de Libération, qui rassemble les résistants, directeur de la Liberté du Pas-de-Calais (remplacé en mars 1945 par Libre-Artois). Il fonde et préside la fédération du Pas-de-Calais du Mouvement républicain populaire, est adjoint au maire d'Arras, et conseiller de la République.

## Détail des fonctions et des mandats
Mandat parlementaire
- 8 décembre 1946 - 6 novembre 1948 : Sénateur du Pas-de-Calais